# Gebouw 10
Gebouw 10 is een gemeentelijk monument in Soesterberg in de gemeente Soest in de provincie Utrecht.
Het gebouw staat rechts naast de ingang van de vliegbasis en werd in 1920 ontworpen als badinrichting. Opdrachtgever was het Eerste Genie Commandement. Later werd het middengedeelte aan de achterzijde weggehaald en kwamen er bij de ingang vensters zonder roedenverdeling. Het pand werd vervolgens gebruikt door de Medische Dienst. Ten slotte kreeg werd het gebruikt als kantoor van de Staf Voorlichting en werden de camouflagekleuren overgeschilderd.
De ingang in de symmetrische voorgevel staat iets naar voren. Het overstekende zadeldak is afgewolfd.